# Crnokrila bluna
Crnokrila bluna (lat. Papasula abbotti), vrsta ptice veslonoške iz porodice blunovki. Jedina je vrsta u svome rodu.
Vrstu je otkrio William Louis Abbott 1892. g. na otoku Assumption. Danas žive samo na Božićnom Otoku u Indijskom oceanu.

## Sinonimi
- Sula abbotti Ridgway, 1893

## Vanjske poveznice
- Australian Government's 2000 Recovery Outline
- National recovery plan